# Andrea Miklós
Andrea Miklós (n. 17 aprilie 1999, Cluj-Napoca, România) este o alergătoare română specializată în proba de 400 metri.

## Carieră
A început atletismul la vârsta de 9 ani. Prima ei performanță notabilă a fost medalia de aur cucerită la Festivalul Olimpic al Tineretului European din 2015 de la Tbilisi (Georgia), în proba de 400 m.
La Campionatele Mondiale de Atletism în sală din 2016 din Portland (SUA), Miklós a reușit o nouă performanță împreună cu ștafeta de 4×400 m, obținând medalia de bronz.
Împreună cu Sanda Belgyan, Anamaria Ioniță și Adelina Pastor, a obținut calificarea la Jocurile Olimpice din 2016 după ce a obținut locul 8 in finala Campionatului European de la Amsterdam în proba de ștafetă 4×400 m. În iulie 2016, atleta a reușit să obțină din nou medalia de aur la categoria ei, 400 m, în cadrul Campionatelor Europene de Tineret din Georgia.
La Campionatele Europene de juniori mari (U20) din 2017 de la Grosseto a obținut medalia de argint, reușind cel mai bun timp al carierei. În anul a devenit vicecampioană mondială la Campionatul Mondial de juniori (U20) de la Tampere cu 52,07 s, stabilind un nou record personal. La Campionatul European de Tineret U23 din 2019 de la Gävle românca a obținut medalia de bronz.
La Campionatul European în sală din 2021 de la Toruń a obținut locul 6. În același an s-a calificat pentru Jocurile Olimpice de la Tokio prin locul ocupat în clasamentul mondial. S-a aflat deja în satul olimpic dar nu a putut să participe din cauza unor leziuni la tendonul lui Ahile.
În 2023 ea a câștigat medalia de bronz la Jocurile Europene, alergând un nou record personal cu timpul de 50,67 s. În luna iulie a îndeplinit baremul pentru Jocurile Olimpice din 2024 și la Campionatul Mondial de la Budapesta a ajuns în semifinală.
Anul următor atleta a câștigat reuniunea în sala de la Madrid, stabilind un nou record personal. Ulterior s-a clasat pe locul 8 la Campionatul Mondial în sală de la Glasgow. În ancelași an a obținut locul cinci la Campionatul European de la Roma. La Jocurile Olimpice de la Paris a alergat 50,54 s, cel mai bun timp al carierei, ajungând în semifinale.

## Palmares competițional
| An                   | Competiție                                 | Locație                  | Loc                  | Eveniment            | Note                 |
| Reprezentând România | Reprezentând România                       | Reprezentând România     | Reprezentând România | Reprezentând România | Reprezentând România |
| -------------------- | ------------------------------------------ | ------------------------ | -------------------- | -------------------- | -------------------- |
| 2015                 | Campionatul Mondial de Juniori (sub 18)    | Cali, Columbia           | 7                    | 400 m                | 53,29                |
| 2015                 | Festivalul Olimpic al Tineretului European | Tbilisi, Georgia         | 1                    | 400 m                | 53,68                |
| 2016                 | Campionatul Mondial în sală                | Portland, Statele Unite  | 3                    | Ștafetă 4×400 m      | 3:31,51              |
| 2016                 | Campionatul European                       | Amsterdam, Olanda        | 8                    | Ștafetă 4×400 m      | 3:30,63              |
| 2016                 | Campionatul European de Juniori (sub 18)   | Tbilisi, Georgia         | 1                    | 400 m                | 52,70                |
| 2016                 | Jocurile Olimpice                          | Rio de Janeiro, Brazilia | 14                   | Ștafetă 4×400 m      | 3:29,87              |
| 2017                 | Campionatul European de Juniori (sub 20)   | Grosseto, Italia         | 2                    | 400 m                | 52,31                |
| 2018                 | Campionatul Mondial de Juniori (sub 20)    | Tampere, Finlanda        | 2                    | 400 m                | 52,07                |
| 2019                 | Campionatul European de Tineret (sub 23)   | Gävle, Suedia            | 3                    | 400 m                | 52,66                |
| 2021                 | Campionatul European în sală               | Toruń, Polonia           | 6                    | 400 m                | 52,10                |
| 2023                 | Jocurile Europene                          | Chorzów, Polonia         | 3                    | 400 m                | 50,67                |
| 2023                 | Campionatul Mondial                        | Budapesta, Ungaria       | 11                   | 400 m                | 50,77                |
| 2024                 | Campionatul Mondial în sală                | Glasgow, Marea Britanie  | 8                    | 400 m                | 51,83                |
| 2024                 | Campionatul European                       | Roma, Italia             | 5                    | 400 m                | 50,71                |
| 2024                 | Jocurile Olimpice                          | Paris, Franța            | 15                   | 400 m                | 50,54                |

## Recorduri personale
| Probă         | Performanță | Dată              | Locație |
| ------------- | ----------- | ----------------- | ------- |
| 400 m         | 50,54 s     | 5 august 2024     | Paris   |
| 400 m în sală | 51,11 s     | 23 februarie 2024 | Madrid  |